# Pohlhausen (Neunkirchen-Seelscheid)
Pohlhausen ist ein Ortsteil im Süden der Gemeinde Neunkirchen-Seelscheid im nordrhein-westfälischen Rhein-Sieg-Kreis.

## Lage
Pohlhausen liegt auf dem Seelscheid im Bergischen Land an der Gemeindegrenze zu Lohmar. Die Ortschaft liegt östlich der B 56 und südlich der B 507, die sich dort queren. Östlich von Pohlhausen liegt die Wahnbachtalsperre.

## Geschichte
Die erste urkundliche Erwähnung von Pohlhausen steht im ältesten Memorienbuch des Stifts St. Gereon in Köln. Der am 3. April 1151 verstorbene Erzbischof Arnold I. von Köln vermachte dem Stift 33 Denare in Herkenrath bei Pohlhausen (herkerode prope pulhusen) zur Beleuchtung eines Altares.
Bis ins 17. Jahrhundert war Pohlhausen ein kleiner Ort mit fünf oder sechs Häusern. Er behörte zur Honschaft Herkenrath und war dem Kirchspiel Neunkirchen zugeordnet.
Bis 1806 gehörte der Ort zum Herzogtum Berg, dann bis 1813 zum französisch geprägten Großherzogtum Berg und kam 1815 zum Königreich Preußen. Im Jahr 1843 lebten im Ort 131 Einwohner in 16 Wohngebäuden. Pohlhausen gehörte zur Bürgermeisterei Neunkirchen (seit 1927 Amt Neunkirchen) im Siegkreis bis zur Kommunalreform 1969.
Die kirchliche Zugehörigkeit änderte sich 1844 durch die Umpfarrung von St. Margareta nach St. Mariä Geburt in Birk.

## Einwohner
1830 hatte Pohlhausen 96 Einwohner. 1845 hatte das Dorf 131 Einwohner, 127 katholische und 4 evangelische in 16 Häusern. 1888 gab es 100 Bewohner in 25 Häusern.
1901 hatte das Dorf 111 Einwohner. Verzeichnet sind die Familien Lehrer Anton Bachem, Ackerer Wilhelm Josef Fuchs, die Ackerer Adolf, Heinrich und Johann Hauptmann, Schuster Wilhelm Hauptmann, Schreiner Heinrich Josef Inger, Wirt und Branntweinbrenner Franz Rudolf Klein, Ackerer Peter Klein, Ackerin Witwe Heinrich Mailänder, die Ackerer Johann und Peter Mailänder, Ackerin Margarethe Ohligschläger, Ackerer Wilhelm Salgert, Ackerer Konrad Stauf, Ackerer Wilhelm Sterzenbach und Kleinhändler Heinrich Josef Stommel.

## Schule
1828 erhielt Pohlhausen eine Schule für die katholischen Kinder der Gemeinde Herkenrath in Hochhausen, Straßen, Wahn, Pohlhausen, Herkenrath und Bruchhausen. Der Unterricht fand bis zur Errichtung eines Schulgebäudes im Jahre 1857 in einem Privathaus statt.
Nach der Schulreform 1968 wurde die Schule geschlossen. In den Kellerräumen, die vom „Verkehrs- und Verschönerungsverein Pohlhausen“ als Vereinsheim genutzt werden, finden nach der Sanierung und Modernisierung zahlreiche Veranstaltungen statt. Der im Schulgebäude untergebrachte private Kindergarten hat inzwischen ein neues Gebäude bezogen.
Ein auf dem ehemaligen Schulgelände entstandener Neubau ist Standort der Johanniter-Unfall-Hilfe Pohlhausen. Die Rettungswache Pohlhausen ist zuständig für Neunkirchen-Seelscheid, Teile von Siegburg, Lohmar und Much.

## Dorfleben
Pohlhausen hat mit einem eigenen Karnevalszug Anteil am rheinischen Karneval,  wenn auch mit einem der kleinsten Umzüge.
Das Dorf ist ein beliebtes Durchzugsgebiet für Wanderer, die gerne in der dörflichen Gaststätte „Bockenbusch“ einkehren wo auch oft Veranstaltungen stattfinden.